# Senza rete (programma televisivo)
Senza rete fu un popolare varietà televisivo andato in onda dall'Auditorium Rai di Napoli per otto edizioni dal 1968 al 1975 sul Programma Nazionale (oggi Rai 1).

## Il programma
Diretto per le prime cinque edizioni (1968-1972) da Enzo Trapani e successivamente da Giancarlo Nicotra (1973-1975) con i testi di Giorgio Calabrese, il programma era uno show musicale in cui ogni puntata era completamente dedicata a un cantante (in seguito divennero due). Fra i tanti che si avvicendarono alla conduzione del programma troviamo: Raffaele Pisu, Luciano Salce, Ric e Gian, Enrico Montesano, Paolo Villaggio, Renato Rascel, Aldo Giuffré, Pippo Baudo, Alberto Lupo con Jenny Tamburi e Lino Banfi. Quest'ultimo debuttò in televisione proprio in questo programma.
La novità dello show stava nel fatto che i cantanti, contrariamente a quanto avveniva nelle altre trasmissioni televisive dell'epoca, si esibivano completamente dal vivo con l'accompagnamento di una grande orchestra, quindi senza la "rete" di sicurezza del playback. L'orchestra fu diretta per le prime sei edizioni da Pino Calvi, quindi nel 1974 la direzione passò a Bruno Canfora e nel 1975 a Tony De Vita.
Tantissimi furono i cantanti che si esibirono nel corso delle varie edizioni: Mina, Dalida, Marcella Bella, Claudio Baglioni, Gianni Morandi, Ornella Vanoni, Patty Pravo, Johnny Dorelli, Caterina Caselli, Domenico Modugno, Mia Martini, Milva, Massimo Ranieri, i Pooh, Circus 2000, Antonello Venditti, Little Tony, Peppino Gagliardi, Iva Zanicchi, Orietta Berti, Sergio Endrigo, Anna Identici, Nada, Gigliola Cinquetti, Rosanna Fratello, Enzo Jannacci, Miranda Martino, Bruno Lauzi, Romina Power, Gabriella Ferri, Rino Gaetano, Giorgio Gaber, Riccardo Cocciante, Nicola Di Bari, Peppino di Capri, Fred Bongusto, i Vianella, i New Trolls, Nicola Arigliano, Le Orme, Juliette Gréco, Charles Aznavour, Gilda Giuliani, Ombretta Colli, Donatello, Mino Reitano, Carmen Villani, Marisa Sacchetto, Paola Musiani, Schola Cantorum, Wess & Dori Ghezzi.
Il successo in termini di ascolti fu straordinario tanto che il programma, che debuttò giovedì 27 giugno 1968 alle ore 21, ebbe ben otto edizioni e, dal 1970, andò in onda il sabato sera arrivando a totalizzare oltre 18 milioni di telespettatori a puntata.
Da ricordare la scenografia opera - tra gli altri - dello scenografo RAI Giuliano Tullio che valorizzava il trionfo delle svettanti canne d'organo dell'Auditorium del Centro di Produzione TV di Napoli, valorizzata dal bianco e nero dell'epoca.

## Edizioni
In grassetto i protagonisti di una puntata. Nelle prime tre edizioni era previsto un unico protagonista per puntata che fondamentalmente era anche conduttore, coassistito dal conduttore fisso e che portava in scena anche alcuni ospiti. Dal 1972 i protagonisti furono due a puntate, uno maschile e uno femminile; dal 1973 si aggiunse una giovane promessa.
| Edizione | Data originale di trasmissione | Conduttore/i                             | Puntate | Ospiti | Direzione musicale |
| -------- | ------------------------------ | ---------------------------------------- | ------- | --- | ------------------ |
| 1968     | 27 giugno - 15 agosto          | vari                                     | 7       | Rita Pavone, Al Bano, Al Korvin, Rocky Roberts, Teddy Reno, Raffaele Pisu, Shirley Bassey, Sergio Bruni, Marisa Del Frate, Iva Zanicchi, Johnny Dorelli, Mina, Giorgio Gaber, Gino Bramieri, Gianni Morandi, Petula Clark, Mita Medici, Donovan, Max Roach, Carmen Villani, Ornella Vanoni, Antoine, Franco Cerri, Dino, Enrico Simonetti, Claudio Villa, Ombretta Colli, Sergio Valenti, Claude François, Wess, Milva, Alirio Díaz, Adamo, Enzo Jannacci, Alberto Lupo | Pino Calvi         |
| 1969     | 19 giugno - 15 agosto          | Raffaele Pisu                            | 7       | Caterina Caselli, Giorgio Gaber, Sergio Endrigo, Gigliola Cinquetti, Little Tony, Iva Zanicchi, Andee Silver, Fred Bongusto, Lino Toffolo, Milva, Gianni Basso, Miranda Martino, Orietta Berti, Franco Cerri, Mina, Ernesto Brancucci, Carmen Villani, Peret, Pino Caruso, Fernando Germani, Ambassadors, Ornella Vanoni, Nini Rosso, The Four Kents, Marisa Sannia, Lucio Dalla, Enrico Montesano, The Rokes, Massimo Ranieri, Al Korvin, Rocky Roberts, Claudio Villa | Pino Calvi         |
| 1970     | 20 giugno - 8 agosto           | Enrico Simonetti                         | 6       | Mina ed Enzo Jannacci, Nicola Arigliano, Herbie Mann, Luciano Salce, Domenico Modugno e Iva Zanicchi, Maynard Ferguson, Patty Pravo, Dalida e Little Tony, Jean-Luc Ponty, Milva e Nino Ferrer, Fausto Cigliano, Mario Gangi, Raffaella Carrà, Franco Estil, Ornella Vanoni e Charles Aznavour, Quartetto Cetra, Gianni Morandi, Mireille Mathieu e Johnny Dorelli, Alberto Lupo, Peppino Gagliardi, Catherine Spaak, Kenny Clarke | Pino Calvi         |
| 1971     | 26 giugno - 14 agosto          | Paolo Villaggio                          | 8       | Rosanna Fratello, Nicola Di Bari, Domenico Modugno, Fernando Germani, Marina Pagano, I Cantori Moderni di Alessandroni, Circus 2000, Ike & Tina Turner, Dalida, Gianni Morandi, Fausto Cigliano, Mario Gangi, Achille Millo, Léo Ferré, Slide Hampton, Peppino di Capri, Caterina Caselli, Piergiorgio Farina, Severino Gazzelloni, Bruno Canino, Mino Reitano, Carmen Villani, Mirna Doris, Tony Astarita, Gloria Christian, Paulin (cantante), Peppino Gagliardi, Piero Ciampi, Peppino Principe, Sergio Bruni, Milva, Fred Bongusto, Gemelle Kessler, Nuova Compagnia di Canto Popolare, Patty Pravo, Johnny Dorelli, Minnie Minoprio, Vinícius de Moraes, Toquinho    | Pino Calvi         |
| 1972     | 15 luglio - 1º settembre       | Renato Rascel, Ric e Gian                | 8       | Ornella Vanoni, Bruno Lauzi e Marcella Bella, Circus 2000, Iva Zanicchi, Gabriella Ferri e Domenico Modugno, Romina Power, Rhoda Scott, Ombretta Colli, Giorgio Gaber e Donatello, Nada, Gianni Nazzaro e Herbert Pagani, Pooh, Gigliola Cinquetti, Anna Identici, Bobby Solo e Rosalino Cellamare, Donatella Moretti, Peppino Gagliardi e Marisa Sacchetto, Gigliola Cinquetti, Mia Martini e Tony Renis, Nuova Idea, Phil Woods, Giorgio Azzolini, Gianni Basso, Emilio De Biase, Dino Piana, Oscar Valdambrini, Katina Ranieri, Claudio Villa e Vana Veroutis, Raymond Vincent, Gino Paoli, Formula 3, Maria Carta, Herbert Pagani, Le Orme, Orietta Berti, New Trolls | Pino Calvi         |
| 1973     | 30 giugno - 25 agosto          | Aldo Giuffré                             | 8       | Ricchi e Poveri, I Vianella, Amália Rodrigues, Roberto Vecchioni, Rosanna Fratello, Peppino di Capri, Pippo Baudo, Angelo Faia, Gilda Giuliani, Marcella, Fred Bongusto, Giuseppe Anedda, Antonello Venditti, Carlo Giuffré, Milva, Gino Paoli, Corrado, Oscar Prudente, Charles Aznavour, Mia Martini, Al Bano, Rosa Balistreri, Anna Melato, Equipe 84, Iva Zanicchi, Nicola Di Bari, Giorgio Gaber, Angela Luce, Paola Musiani, Alberto Lupo, Marisa Sacchetto, Mino Reitano, Domenico Modugno, Delia, Milly | Pino Calvi         |
| 1974     | 13 luglio - 24 agosto          | Pippo Baudo                              | 7       | Domenico Modugno, \|Gabriella Ferri, Renzo Palmer, Gigliola Cinquetti, Gino Bramieri, Peppino Gagliardi, Ornella Vanoni, Sergio Endrigo, Aldo Giuffré, Milva, Franco Franchi, I Vianella, Iva Zanicchi, Lino Banfi, Giuseppe Pambieri, Gino Paoli, Fred Bongusto, Ombretta Colli, Juliette Gréco, Nino Taranto | Bruno Canfora      |
| 1975     | 5 luglio - 16 agosto           | Alberto Lupo, Jenny Tamburi e Lino Banfi | 7       | Mia Martini, Schola Cantorum, Riccardo Cocciante, Gilda Giuliani, Cyan, Claudio Baglioni, Lando Fiorini, Marcella, Ricchi e Poveri, I 4 + 4 di Nora Orlandi, Drupi, Milva, New Folkstudio Singers, Bruno Lauzi, Claudio Villa, i Trasteverini, Il coro di Drupi, Massimo Ranieri, Carlo Dapporto, Minnie Minoprio Wess & Dori Ghezzi Rino Gaetano | Tony De Vita       |